# Богуславец (Черкасская область)

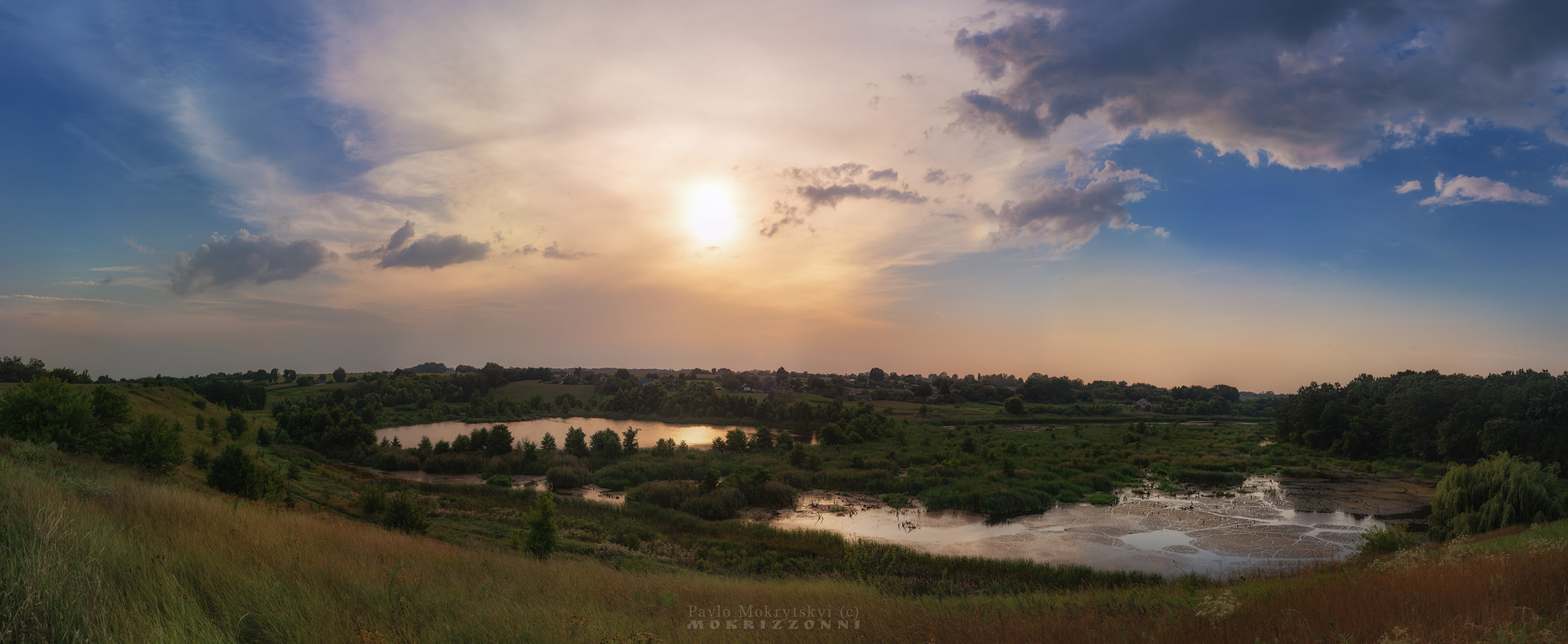
Панорама на с. Богуславец с восточной террасы реки Сухая Згарь

Богусла́вец (укр. Богуславець) — село в Золотоношском районе Черкасской области Украины.
Село расположено на реке Сухая Згарь в 11 км на восток от районного центра — города Золотоноша и 10 км от железнодорожной станции Пальмира.

## История
Село возникло в середине 17 века, первое упоминание датировано 1660 годом.
Относительно происхождения названия села существует два перевода. В первом говорится, что заднепровские казаки перебрались через реку Згар и погрязли в болоте, а когда выбрались, облегченно вздохнули — «Слава Богу». Поселившись на этом месте, они назвали село Богуславец. Относительно другого перевода гетман Петр Дорошенко вывел казаков с Правобережья и поселил на этом месте.
В XVII—XVIII веках Богуславец был казацким селом, которое принадлежало Золотоношский сотни. По описаниям Киевского наместничества в 80-е годы 18 века в селе было 67 дворов с населением 280 человек. В селе тогда был дворянский особняк, 35 дворов принадлежали выборным (зажиточным) казакам, два — казацким подпомощникам, 30 — посполитым и казацким подсоседкам.
В 1877 в селе Стретинская церковь.
Есть на карте 1826-1840 годов как Богославец.
На 1910 год земские переписи в селе зафиксировали 1408 жителей.
280 жителей села принимали участие в боях Великой Отечественной войны, 60 награждены орденами и медалями. В их честь в селе построен обелиск Славы, на братской могиле воинов, погибших при освобождении села, поставлен памятник.
По состоянию на начало 70-х годов XX века в селе размещалась центральная усадьба колхоза «Прогресс», за которым было закреплено 2,3 тысячи га сельскохозяйственных угодий, в том числе 2 000 га пахотной земли. Хозяйство специализировалось на выращивании зерновых и мясо-молочном животноводстве.
Также в то время работали восьмилетняя и две начальные школы, дом культуры на 300 мест, библиотека с фондом 7300 книг, фельдшерско-акушерский пункт, роддом, детские ясли, три магазины.